# Juti Ravenna
Juti Ravenna, né le 26 décembre 1897 et mort le 29 avril 1972, est un peintre italien.

## Biographie
La vie artistique de Juti Ravenna commence en 1914, avec la réalisation de quelques dessins. Pendant la Première Guerre mondiale, il est sur le front de bataille et produit quelques esquisses, puis les rassemble  et les publie  dans l'autobiographie Una vita per la pittura. Grâce à une visite à Florence, au cours d'un permis, il entre en contact avec l'environnement artistique et en particulier avec les œuvres d'Ardengo Soffici, qui lui font découvrir la peinture impressionniste. À partir de 1920, il s'installe à Venise et fréquente son Académie des beaux-arts. Il commence à exposer en 1921 et rencontre Gino Rossi, Enrico Fonda et Pio Semeghini qui devient l'un de ses bons amis et qui fait trois portraits différents. Il commence à peindre à Burano avec le peintre Seibezzi. En 1924, Nino Barbantini monte une exposition personnelle de Ravenne dans l'Opera Bevilacqua La Masa show à Ca' Pesaro.
Ensuite, il expose dans les expositions Ca' Pesaro, dans les expositions quadriennales et dans les expositions les plus importantes en Italie et à l'étranger, remportant également plusieurs prix. Il espose également à la Biennale de Venise en 1928, 1930, 1932, 1934, 1948, 1950 et 1972.

« La tendance de M. Ravenna à ce moment-là était proche du post-impressionnisme vénitien. »

— Mesirca G., "Pittura di Juti Ravenne"

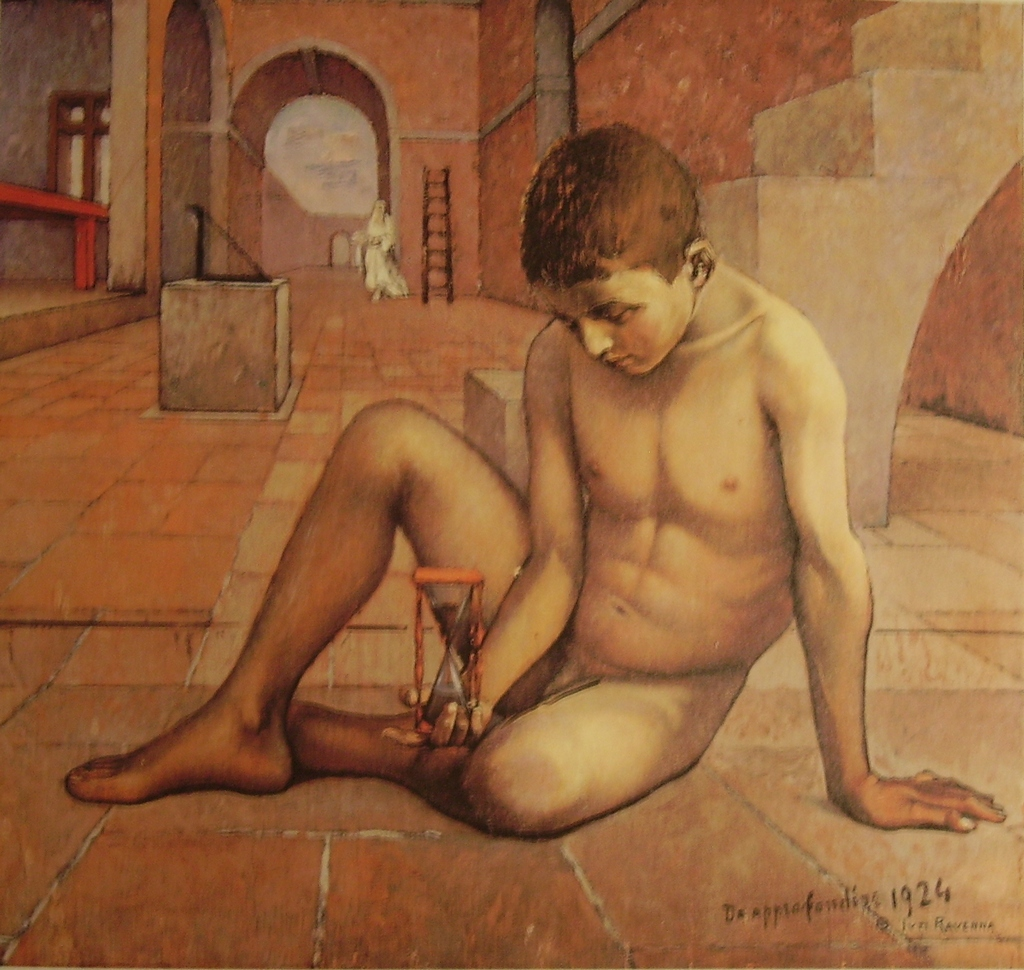
ll discepolo

Au cours de son travail, Ravenna contribue constamment à plusieurs magazines avec des textes et des dessins. Il participe également à la rénovation éditoriale italienne et se charge de l'impression de certains livres. Avec l'aide d'Egidio Bonfante en 1943, il publie le livre 50 disegni di Picasso et le livre Arte Cubista, deux ans plus tard.
Juti Ravenna est inspiré depuis longtemps par la lagune vénitienne et en particulier par les terres de Trévise. Ainsi, en 1948, il quitte Venise (le grenier de Palazzo Carminati) et déménage à Trévise, ville qu'il aime, où vivaient beaucoup de ses amis du milieu culturel (Giovanni Comisso, Sante Cancian – mort en 1947 -, Toni Perolo, Nevra Garatti) ; à Trévise, il épouse la veuve de Cancian.
En 1951, il remporte (avec Virgilio Guidi) le Premio Burano.

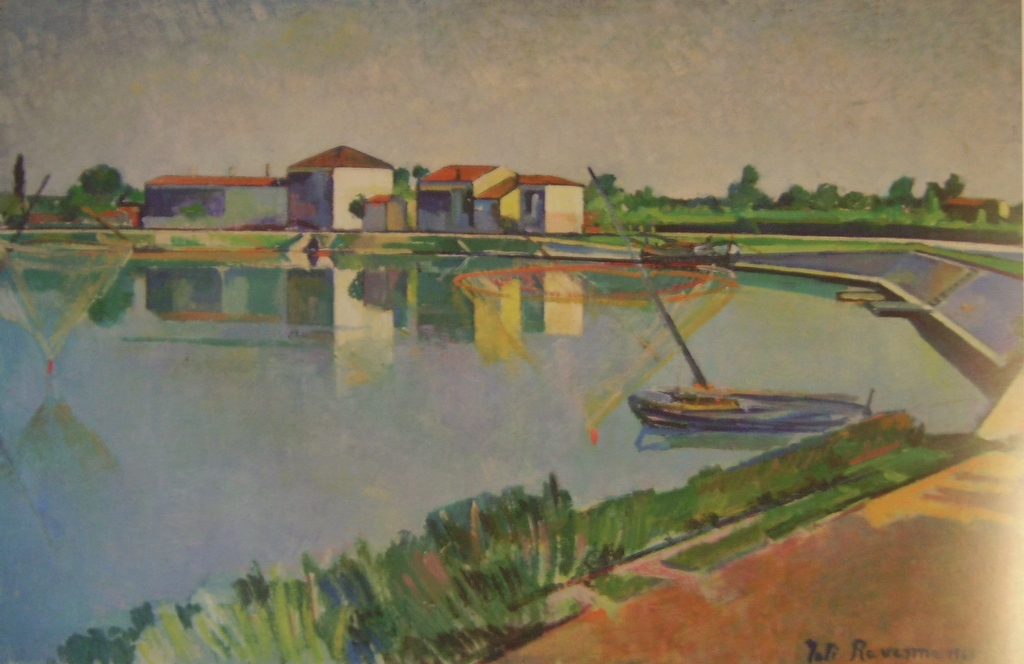
Il Sile un Casier

Plus tard, il obtient plusieurs récompenses en Italie, par exemple le privilège de Commendatore della Repubblica et l'appellation Accademico Benemerito par l'Académie Universitaire G. Marconi à Rome, grâce à son activité d'art figuratif.
Juti Ravenna meurt le 29 avril 1972 à l'hôpital de Trévise.